# Maria Magdalenakerk (Kortijs)

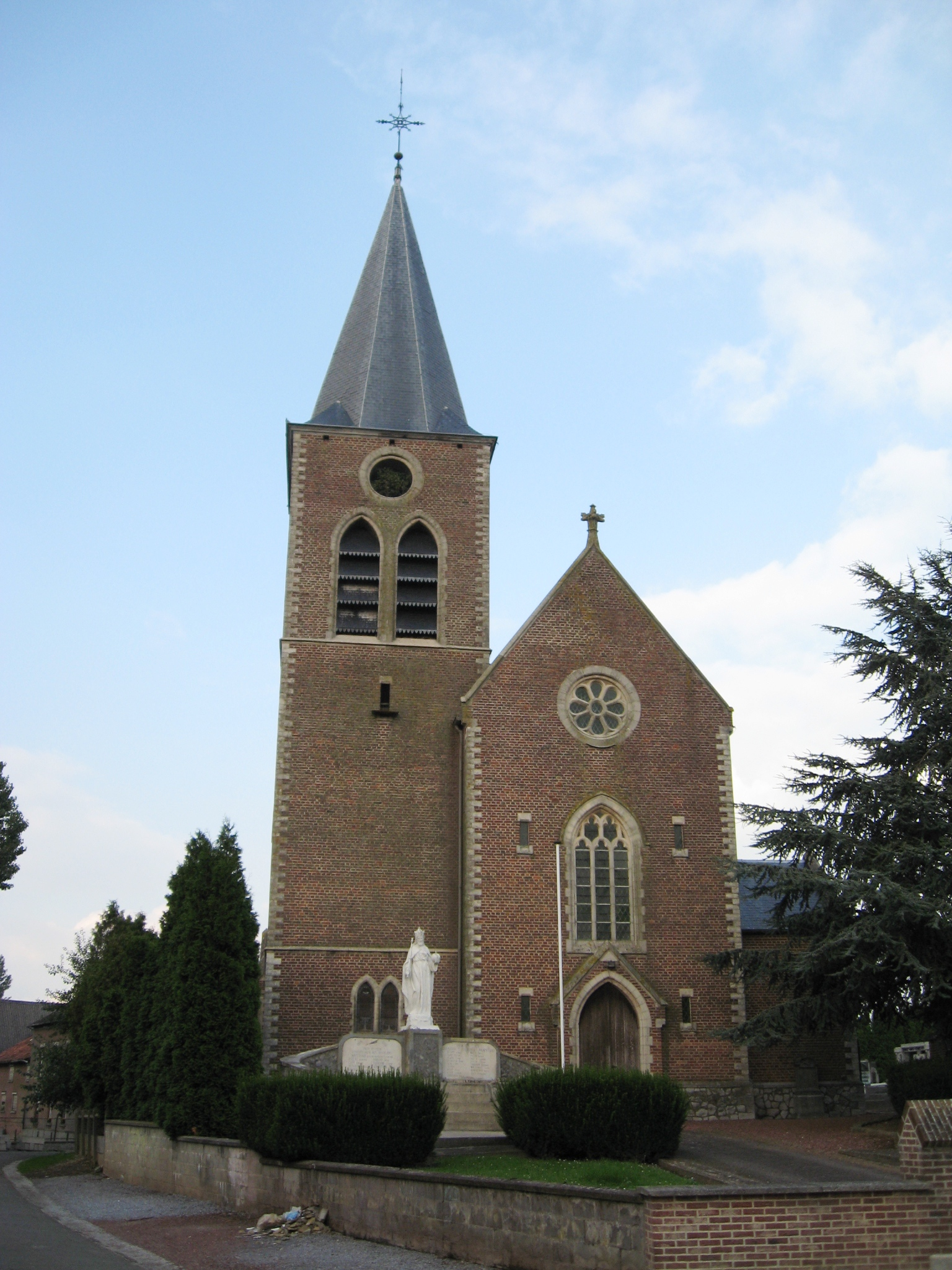
Maria Magdalenakerk

De Maria Magdalenakerk is de parochiekerk van Kortijs, gelegen aan Pastorijstraat 9.
Deze kerk werd gebouwd in 1892-1893 en architect was Edmund Serrure jr..
Het is een neogotische. driebeukige kerk in baksteen met natuurstenen hoekbanden, vensteromlijstingen en dergelijke. De kerk heeft een aangebouwde toren links van het ingangsportaal. Deze heeft een achtkante spits.
De hoofd- en zijaltaren zijn van 1893, het doopvont is mogelijk 15e-eeuws. De midden-19e-eeuwse kruiswegstaties zijn vervaardigd door Caullet.